# Americas Rugby Championship 2012
Americas Rugby Championship 2012 – trzecia edycja Americas Rugby Championship, stworzonego przez IRB turnieju mającego za zadanie podniesienie jakości rugby w Ameryce. Odbył się w dniach 12–20 października 2012 roku na Westhills Stadium w kanadyjskim Langford.

## Informacje ogólne
Z powodu nowozelandzkiego Pucharu Świata zawody w ramach ARC nie odbyły się w roku 2011, edycja 2012 pierwotnie zaś miała odbyć się w Argentynie, lecz problemy organizacyjne w związku z dołączeniem tego kraju do The Rugby Championship wymusiły przeniesienie turnieju do Kanady.
Rywalizacja odbywała się, podobnie jak w poprzedniej edycji, systemem kołowym w trzech meczowych dniach, jednak z zespołem Urugwaju zastępującym Tongijczyków. Urugwajczycy awans do tego turnieju wywalczyli sobie podczas Mistrzostw Ameryki Południowej 2012.
W zawodach ponownie bezkonkurencyjny okazał się zespół Argentina Jaguars.
Wszystkie mecze były transmitowane w Internecie.

## Zawody
| 12 października 201217:30 | USA Select | 3:39 | Argentina Jaguars | Westhills Stadium, Langford |
| 12 października 201217:30 |            | 3:39 |                   | Westhills Stadium, Langford |

| 12 października 201219:30 | Kanada A | 28:10 | Urugwaj | Westhills Stadium, Langford |
| 12 października 201219:30 |          | 28:10 |         | Westhills Stadium, Langford |

| 16 października 201217:30 | Urugwaj | 10:21 | Argentina Jaguars | Westhills Stadium, Langford |
| 16 października 201217:30 |         | 10:21 |                   | Westhills Stadium, Langford |

| 16 października 201219:30 | Kanada A | 23:3 | USA Select | Westhills Stadium, Langford |
| 16 października 201219:30 |          | 23:3 |            | Westhills Stadium, Langford |

| 20 października 201217:30 | Urugwaj | 26:8 | USA Select | Westhills Stadium, Langford |
| 20 października 201217:30 |         | 26:8 |            | Westhills Stadium, Langford |

| 20 października 201219:30 | Kanada A | 9:28 | Argentina Jaguars | Westhills Stadium, Langford |
| 20 października 201219:30 |          | 9:28 |                   | Westhills Stadium, Langford |